# Episodi di Delitti in Paradiso (dodicesima stagione)
La dodicesima stagione della serie televisiva Delitti in Paradiso è stata trasmessa in prima visione assoluta nel Regno Unito sul canale BBC One dal 6 gennaio al 24 febbraio 2023.
In Italia, la serie è stata trasmessa in prima visione assoluta su Rai 2 dal 21 giugno al 9 agosto 2023.
| n° | Titolo originale               | Titolo italiano        | Prima TV Regno Unito | Prima TV Italia |
| -- | ------------------------------ | ---------------------- | -------------------- | --------------- |
| 1  | Murder in the Stars            | La grande oscurazione  | 6 gennaio 2023       | 21 giugno 2023  |
| 2  | The Communal Death             | Morte nel bunker       | 13 gennaio 2023      | 28 giugno 2023  |
| 3  | Murder on the High Seas        | Un tuffo nel passato   | 20 gennaio 2023      | 5 luglio 2023   |
| 4  | An Unpleasant Homecoming       | Nozze con delitto      | 27 gennaio 2023      | 12 luglio 2023  |
| 5  | On the Sanctity of Children    | La casa dei miracoli   | 3 febbraio 2023      | 19 luglio 2023  |
| 6  | A Murder Forewarned — Part 1   | Un omicidio annunciato | 10 febbraio 2023     | 26 luglio 2023  |
| 7  | Sins of the Detective — Part 2 | Una cruda verità       | 17 febbraio 2023     | 2 agosto 2023   |
| 8  | A Calypso Caramba              | La musica nel sangue   | 24 febbraio 2023     | 9 agosto 2023   |

## La grande oscurazione
- Titolo originale: Murder in the Stars
- Diretto da: Declan Recks
- Scritto da: Ian Jarvis

### Trama
Bertrand Sworder è uno stimato astronomo che è venuto a Saint Marie insieme alla moglie Miriam per assistere alla "Grande Oscurazione", un'eclissi lunare che osserveranno in compagnia di Sally Blake, Jeremy Herbert e Sunil Singh, tutti e cinque osservano l'eclisse con i loro telescopi tuttavia in seguito notano che Bertrand è scomparso, per poi trovarlo privo di vita su una scogliera.
Parker e la sua squadra devono indagare sulla morte dell'astronomo, tra l'altro Darlene ora è un membro del corpo di polizia avendo superato l'esame all'accademia, per ora è un agente in prova. La polizia indaga sui sospettati, Sally è la studentessa prediletta di Bertrand mentre Jeremy era amico della vittima ai tempi in cui frequentavano entrambi Stanford, anche lui è un astronomo, ma non ha mai avuto successo, attualmente dirige un piccolo osservatorio nelle vicinanze di Pontefract, mentre Sunil è l'assistente di Jeremy.
Miriam fa leggere a Parker una lettera scritta da Bertrand dove lui dichiarava che voleva farla finita, infatti sembra che il suo sia stato un suicidio, la scogliera dove lui è caduto era vicina al punto di appostamento dove tutti gli altri stavano osservando l'eclisse, che è durata tre minuti, anche se l'attenzione generale era rivolta alla Grande Oscurazione, se qualcuno avesse aggredito Bertrand o se lui avesse urlato se ne sarebbero accorti. Quando hanno trovato il cadavere Sunil, Jeremy e Sally si erano allontanati, quest'ultima per chiamare la polizia da un telefono pubblico dato che lì non c'era copertura telefonica, mentre Jeremy e Sunil erano andati in spiaggia per prendere una barca e raggiungere la scogliera dove giaceva il corpo di Bertrand. Parker trova nella giacca della vittima un cruciverba, Miriam ammette che era abitudine del marito farne uno al giorno, infatti anche Sunil conferma che poco prima della morte dell'uomo lo stava completando, Parker capisce che non è stato un suicidio, perché se fosse stata intenzione di Bertrand togliersi la vita non avrebbe iniziato il cruciverba sapendo che non lo avrebbe finito.
Sophie e Parker hanno iniziato a frequentarsi, la donna che aveva fatto un giro delle isole caraibiche torna a Saint Marie, per Catherine è evidente che Parker prova qualcosa per lei e che desidera essere corrisposto da Sophie.
Una troupe televisiva arriva a Saint Marie, sono lì per via di Bertrand. Intanto Naomi scopre che Bertrand e Jeremy si erano scambiati delle e-mail riguardanti la Grande Oscurazione, a quanto pare Jeremy accusava Bertrand di plagio. Quest'ultimo ammette che aveva predetto la Grande Oscurazione con diversi anni di anticipo, ma Bertrand gli rubò tutte le sue idee e scrisse anche un libro che gli valse il successo professionale, Jeremy voleva da Bertrand dei soldi, aveva chiamato lui la troupe televisiva dato che era pronto a sbugiardare Bertrand davanti a tutti in caso di mancato pagamento.
Parker contatta le autorità indiane scoprendo da loro che Sunil è il figlio illegittimo di Bertrand, quest'ultimo abbandonò la madre di Sunil per sposare Miriam, in effetti Bertrand è sempre stato infatuato di Miriam fin da quando erano giovani, lei al contrario di Bertrand è di famiglia benestante, tra l'altro la polizia scopre che Bertrand aveva versato tutto il suo denaro in un fondo protetto intestato alla moglie.
Marlon scopre da una testimone che Eddie Marlow, noto borseggiatore, si era allontanato dalla scena del crimine proprio quando era stato commesso l'omicidio. Marlon e Darlene lo arrestano e Eddie ammette che aveva rubato lo scooter di Bertrand che era incustodito. Parker e Naomi esaminano la zona vicina alla scogliera e trovano due fori sul terreno, adesso Parker ha capito chi ha ucciso Bertrand.
La polizia arresta Miriam, è stata lei a uccidere il marito, la carriera di Bertrand stava per finire in rovina con Jeremy che lo stava per accusare di plagio, quindi con la complicità di Miriam ha cercato di inscenare una falsa morte, poi lui e la moglie sarebbero fuggiti insieme potendo comunque contare sui soldi che Bertrand aveva intestato a Miriam. Bertrand con il suo scooter aveva raggiunto il punto dove lui e gli altri avrebbero osservato la Grande Oscurazione prima di tutti, e nelle vicinanze aveva posizionato una scala di corde, i due buchi trovati da Parker erano i segni dell'ancoraggio con cui Bertrand aveva fissato la scala. Quando tutti stavano osservando l'eclissi non si erano accorti che Bertrand si era allontanato, con la scala è sceso sulla scogliera e si è steso per terra in modo che gli altri, vedendolo, lo avrebbero creduto morto. Miriam, approfittando poi del fatto che Sally, Jeremy e Sunil si erano allontanati, ha aspettato che Bertrand risalisse dalla scogliera oltre a portare via la scala, tutti avrebbero creduto che il corpo di Bertrand si era perso per colpa della marea. Bertrand voleva conquistare Miriam e sposarla, è per questo che aveva rubato il lavoro di Jeremy, desiderava diventare un uomo di successo e ottenere l'amore di Miriam, quest'ultima però, ora che aveva scoperto che il marito era solo un uomo inetto e insignificante, disgustata da lui, ha ucciso Bertrand gettandolo nella scogliera dopo che gli altri si erano allontanati, Marlon e Darlene hanno trovato la prova incriminante, ovvero la scala di corde che Miriam teneva nascosta nella propria villa.
Mentre Parker è nel proprio bungalow con Sophie, i due non riuscendo a nascondere la loro reciproca attrazione, discutono sulla possibilità di avere una relazione, sapendo tuttavia che durerà poco dato che Sophie tra qualche giorno partirà lasciando Saint Marie, però nonostante il poco tempo a disposizione Parker vuole provare a fare un tentativo, e i due si scambiano un romantico bacio.

## Morte nel bunker
- Titolo originale: The Communal Death
- Diretto da: Declan Recks
- Scritto da: Emma Goodwin e James Hall

### Trama
Darlene informa Parker che Kit Martin, arrestato per possesso di droghe, non si è presentato al proprio processo, quindi Marlon viene incaricato di trovarlo, dunque va a visitare la comunità prepper dove Kit vive, e lo trova morto all'interno di un bunker.
La comunità prepper è gestita da Justin West e dalla moglie Raya, oltre a loro vi vive pure Charlie Banks, un ex militare. Darlene e Parker capiscono che Kit è morto per avvelenamento da cianuro, lo ha ingerito tramite il caffè che ha bevuto da una tazza, il bunker è stato progettato da Charlie, c'è solo una porta d'ingresso e sopra vi è posizionata una videocamera che punta all'esterno. Guardando i filmati della videocamera la polizia scopre che dopo che Kit era entrato nel bunker è rimasto solo fino al ritrovamento del suo cadavere dal momento che dopo Kit nessuno era entrato nel bunker, quindi è impossibile che qualcuno lo abbia avvelenato, probabilmente è stato un suicidio. Tuttavia la polizia trova il cellulare della vittima e vedono un filmato di Kit, poco prima che morisse, mentre affermava che era terrorizzato dalla comunità prepper, si era rifugiato nel bunker per nascondersi, e desiderava contattare la polizia riguardo a un accaduto, pertanto se voleva parlare con le autorità è impossibile che si sia tolto la vita.
La famiglia di Kit è molto benestante, si era arricchita nel settore tessile, era stato Kit a sovvenzionare la comunità prepper. Nel bunker c'è anche un laptop quindi la polizia lo esamina scoprendo che non apparteneva a Kit, ma a Luna Jones, era pure lei un membro della comunità prepper, ma a quanto raccontano gli altri ha lasciato Saint Marie già da tempo, ma Naomi ha scoperto tramite l'ufficio immigrazioni che non ha mai lasciato l'isola. Naomi ha parlato con il fratello di Kit, che le ha rivelato che quest'ultimo aveva iniziato ad avere degli attriti con Charlie non condividendo la sua scelta di acquistare illegalmente delle armi, in effetti un testimone ha affermato di aver sentito varie volte degli spari provenienti dalla comunità prepper. Parker fa ispezionare la comunità e trova delle armi da fuoco di grosso calibro, le requisisce informando Charlie che dovrà rispondere di possesso illegale di armi.
Sophie e Parker fanno un giro con delle moto d'acqua ma la donna finisce in ospedale a causa di un incidente. Parker però con l'aiuto di Catherine le fa una sorpresa: all'esterno dell'ospedale ha preparato una cena romantica, lui e Sophie si divertono insieme, quest'ultima farà ritorno a Manchester ma desidera continuare a stare con lui. Tuttavia Parker mette in chiaro che non è sua intenzione seguitare la loro relazione, dà per scontato che una storia a distanza non funzionerebbe inoltre non nega che non si è ancora ripreso dalla sua delusione d'amore con Florence.
Naomi, Darlene e Marlon si mettono a pedinare Raya e la colgono in flagrante mentre dissotterrava un cadavere e dunque la donna viene arrestata. Il cadavere è quello di Luna, infatti Raya ammette di averla uccisa sparandole con un fucile, ma era stato un incidente, Kit lo aveva scoperto, e infatti si era rifugiato nel bunker, voleva denunciarla alla polizia, tuttavia Raya giura di non aver ucciso lei Kit. Parker esamina la porta d'ingresso del bunker e osserva l'angolazione della videocamera, adesso ha capito chi è l'assassino.
Parker fa convocare nel bunker sia Justin che Charlie, ha capito chi è il colpevole, a uccidere Kit è stato Charlie, quest'ultimo aveva sentito Kit litigare con Raya sulla morte di Luna, non solo Kit avrebbe lasciato la comunità prepper ma non l'avrebbe più finanziata, infatti era sua intenzione riprendersi i suoi soldi, quindi Charlie ha ucciso Kit nella speranza di salvare la comunità prepper. Quando Kit si era rifugiato nel bunker Charlie gli ha parlato dall'esterno promettendogli che lo avrebbe aiutato, gentilmente lo aveva convinto ad accettare la tazza di caffè che gli aveva preparato, Kit era ignaro che nel caffè c'era il cianuro. Non era necessario che Charlie entrasse nel bunker per dare a Kit la tazza con dentro il caffè avvelenato, era sufficiente che Kit aprisse la porta e che Charlie gliela calasse giù, nessuno ha visto niente dalle riprese perché Charlie gli ha calato la tazza dall'angolo cieco della videocamera, era stato Charlie a installare la videocamera e quindi sapeva che c'era un punto cieco. A confermare la colpevolezza di Charlie ci sono le sue impronte digitali con residui di cianuro (che ha usato per avvelenare la vittima) sul telaio della porta d'ingresso del bunker, le ha lasciate quando ha calato la tazza a Kit.
Con l'arresto di Charlie, praticamente Justin è rimasto da solo, infatti Parker gli spiega che Raya verrà processata per omicidio colposo, colpevole della morte di Luna. Marlon decide di tenere l'esame per la promozione a sergente, anche se Patterson la ritiene una cattiva idea, non ritenendo che Marlon sia ancora pronto. Parker accompagna Sophie al porto dove lei prende il traghetto lasciando Saint Marie, i due si abbracciano, mentre Justin guarda Parker da lontano con un'espressione rabbiosa.

## Un tuffo nel passato
- Titolo originale: Murder on the High Seas
- Diretto da: Steve Brett
- Scritto da: Kit Lambert e James Hall

### Trama
Cheryl Horner presiede a un'asta a busta chiusa dove due acquirenti, Hannah Roberts e Peter Galbraith si contenderanno una delle spiagge di Saint Marie, Ryan Cook mostra ai due la spiaggia, infatti in compagnia di Cheryl raggiungono la zona con uno yacht, quest'ultima rimane nell'imbarcazione al largo mentre Ryan, Peter e Hannah raggiungono la spiaggia con un motoscafo. Dopo quaranta minuti i tre tornano nello yacht e trovano Cheryl senza vita.
Quando Parker e la sua squadra indagano sulla morte della donna, Patterson rivela che, stando a quanto ha scoperto dal dipartimento ambientale e anche dal ministero del patrimonio, la spiaggia non era in vendita, inoltre l'agenzia per cui lavorava Cheryl era solo una società fantasma: la vittima voleva truffare Peter e Hannah. Parker contatta in video chat il suo amico Andrew Buckley, collega di Manchester che lo informa che il vero nome di Cheryl era Darianna Green, nota truffatrice, nata a Dominica. Marlon e Darlene arrestano Ryan, il cui vero nome è Gavin Ellis, era complice di Darianna, ma dato che non ci sono prove che sia stato lui a ucciderlo lo rilasciano.
Nella cabina dello yacht c'è molta confusione, si evince che Darianna prima di morire abbia lottato contro l'assassino, che l'ha uccisa colpendola alla testa con la maniglia del verricello. Parker trova strano che Peter, Hannah e Gavin non avessero sentito Darianna lottare o chiedere aiuto dato che, pur al largo, lo yacht era comunque vicino alla spiaggia. Peter e Hannah ammettono che non hanno sempre tenuto d'occhio lo yacht quindi è probabile che l'assassino si fosse avvicinato all'imbarcazione senza farsi notare, tuttavia entrambi confermano che non hanno mai visto nessuno dei due allontanarsi dalla spiaggia, mentre Gavin si era temporaneamente assentato per andare in un negozio lì vicino a comprare delle sigarette, il commerciante Jermayne Boon conferma l'ora esatta in cui Gavin è venuto al suo negozio, quindi col poco tempo per raggiungerlo e tornare in spiaggia non avrebbe avuto l'occasione di uccidere Darianna, dunque tutte e tre non possono che essere innocenti.
Marlon non ha alcuna intenzione di studiare per diventare sergente, quindi punta alla promozione con un arresto, visto che i commercianti locali si stanno lamentando dei contrabbandieri che vendono merce contraffatta, chiede a Jermayne di aiutarlo a incastrarli. Intanto la polizia scopre che Hannah aveva sempre saputo che Darianna era una truffatrice, suo fratello è morto per un incidente stradale, era ubriaco dato che era arrabbiato per una truffa di cui fu vittima a Miami, l'artefice era Darianna, infatti Gavin voleva aiutare Hannah a vendicarsi di Darianna rubandole i soldi, dato che Gavin era stufo della sua complice che senza dirgli niente, aveva prelevato del denaro dal loro fondo comune.
Andrew contatta Parker in un'altra chiamata in video chat, è palesemente ubriaco, sembra che si sia messo nei guai, menzionando una persona di cui non nomina il nome, proprio quando sembrava che fosse sul punto di confessare qualcosa a Parker, interrompe la chiamata. Naomi scopre dalla polizia di Miami che Darianna aveva un complice di nome Lamar, lui e Darianna fecero l'errore di truffare un esponente della malavita organizzata, lei scappò ma Lamar venne picchiato ferocemente. Intanto, grazie alla complicità di Jermayne, la polizia arresta nella zona portuale i contrabbandieri, Patterson si complimenta con Marlon per aver diretto l'operazione. Darlene ispeziona l'imbarcazione dei contrabbandieri constatando che nascondevano molta merce nella stiva, ciò consente a Parker di intuire chi è l'assassino di Darianna.
La polizia arresta Jermayne per l'omicidio di Darianna, la sua è un'identità fittizia, lui è in realtà Lamar, l'ex complice di Darianna, infatti in un profilo social hanno trovato una foto di loro due a Miami insieme al fratello di Hannah. Jermayne era fin dall'inizio nello yacht quando Darianna e Gavin avevano portato Peter e Hannah a visitare la spiaggia, era nascosto nella stiva, quando poi con il motoscafo Gavin, Peter e Hannah si erano allontanati dallo yacth, Jermayne ha aggredito Darianna uccidendola, nessuno ha sentito le urla della donna perché coperte dal rumore del motoscafo che si stava dirigendo verso la spiaggia. Dopo averla uccisa è fuggito a nuoto dallo yacth, fortunatamente Peter e Hannah non lo avevano notato, poi ha fatto in tempo a raggiungere il proprio negozio prima dell'arrivo di Gavin quando quest'ultimo era andato da lui per comprare delle sigarette. Jermayne era sopravvissuto a quell'aggressione, ma non aveva mai perdonato Darianna per averlo abbandonato, si è trasferito a Saint Mairie per iniziare una nuova vita, è stato un caso aver rincontrato Darianna, vedendola intenta a cimentarsi in un'altra truffa, si è vendicato.
Petterson mette in chiaro con Marlon che a dispetto dell'arresto dei contrabbandieri, ciò non cambia le cose, se lui ambisce alla promozione a sergente deve studiare per superare l'esame. Parker è preoccupato per Andrew, ignaro che quest'ultimo è appena arrivato a Saint Marie.

## Nozze con delitto
- Titolo originale: An Unpleasant Homecoming
- Diretto da: Steve Brett
- Scritto da: Katerina Watson

### Trama
Naomi va nella sua isola natale St. Barnabas per il matrimonio della sua migliore amica Monique come damigella d'onore, la ragazza sposa Ty, e tra gli invitati ci sono Rex e Odette, rispettivamente padre e madre della sposa, oltre a Barbara, la zia di Monique, e anche il sergente Sammy Debraun, capo della polizia di St. Barnabas, l'ex superiore di Naomi. Durante il taglio della torta nuziale Rex cade per terra, morendo, ma non prima di aver pronunciato il nome della persona che gli ha inflitto la ferita da accoltellamento che lo ha ucciso: Odette.
Sammy è l'unico poliziotto di St. Barnabas, non può gestire un caso di omicidio da solo, quindi Naomi fa arrivare da Saint Marie i suoi colleghi, una volta che Parker, Darlene e Marlon giungono a St. Barnabas, Sammy li ospita a casa sua. Rex si era allontanato dalla cerimonia, mentre era solo è stato accoltellato e con le poche forze che gli erano rimaste, seppur ferito, aveva fatto in tempo a raggiungere gli invitati al taglio della torta, la polizia trova una busta con 5.000 dollari in contanti nel punto esatto dove Rex è stato accoltellato. Era un uomo di successo, si è arricchito nel commercio delle aragoste, tutti erano sorpresi della presenza di Odette alle nozze, aveva lasciato St. Barnabas dopo aver quasi ucciso per sbaglio Monique quando lei era solo una bambina, Odette era ubriaca e aveva dato fuoco alla casa con dentro la figlia per via di una sigaretta, Monique venne salvata dal padre. Rex, dopo la fine del suo matrimonio, iniziò una relazione con Barbara, la sorella di Odette.
Ty confessa a Naomi e Parker che Rex aveva deciso di lasciare Barbara, quest'ultima conferma, la realtà dei fatti è che Rex non l'ha mai amata, si era messo con lei solo affinché lo aiutasse ad accudire Monique. Dal momento che Rex prima di morire aveva pronunciato il nome Odette come sua assassina, lei è la principale sospettata, un testimone afferma di averla vista mentre rubava un coltello al ricevimento di nozze. Barbara riesce a provare l'innocenza della sorella, infatti Barbara aveva girato con il proprio cellulare un video del matrimonio, che immortala la sorella durante la cerimonia mentre Rex si era allontanato, quindi è impossibile che Odette avesse avuto l'occasione di ucciderlo.
Odette aveva avuto problemi di dipendenza da droghe e alcolici, si era trasferita a Saint Marie per farsi curare in una clinica, Patterson si mette in contatto con Parker mandandogli la documentazione psichiatrica di Odette, da quello che c'è scritto quest'ultima stava iniziando a ricordare qualcosa sull'incendio, questo argomento stranamente mette Sammy a disagio. Naomi e Parker parlano con Odette la quale confessa che in analisi aveva rievocato un ricordo rimosso: era impossibile che lei avesse dato fuoco alla casa con le sigarette dal momento che Monique litigando con lei gliele aveva strappate. Odette aveva capito che era stato Rex a causare l'incendio, voleva addossarle la colpa e sbarazzarsi di lei, al matrimonio voleva darle quei soldi per comprare il suo silenzio, Odette aveva rubato quel coltello per ucciderlo, ma non le si è presentata l'occasione.
Naomi ricorda il giorno dell'incendio, Rex era andato a scuola a prendere la figlia, ma rimase sorpreso quando scoprì che Monique era tornata a casa prima della fine delle lezione dato che stava male, adesso Naomi ha capito che Rex causò quell'incendio, Monique non doveva essere a casa in quel momento, l'aveva messa involontariamente in pericolo. Naomi comprende che Sammy sospettasse dell'innocenza di Odette, già insospettita dal misero rapporto sull'indagine dell'incendio, infatti Sammy ammette che per chiudere il caso in tempi brevi si limitò a dare la colpa a Odette senza fare delle indagini più approfondite. Quando Naomi sottolinea che il fatto che Rex abbia identificato Odette come sua assassina prima di morire renda l'indagine fin troppo ambigua, Parker ispirato dalle parole della collega capisce chi ha ucciso Rex.
Adesso Parker ha capito che l'assassina è Barbara, durante la cerimonia matrimoniale aveva sentito Rex e Odette litigare sulla verità riguardante l'incendio, già Barbara odiava Rex per il modo in cui l'aveva lasciata, ma adesso che aveva anche scoperto che aveva rovinato la vita a Odette, decise di ucciderlo. Quando Barbara aveva accoltellato Rex il sole stava tramontando, Rex ha avuto pochi secondi per vedere la sua assassina, aveva un'immagine poco chiara per via della luce del sole che lo aveva abbagliato, aveva confuso Barbara per Odette dal momento che entrambe durante la cerimonia matrimoniale indossavano due abiti molto simili. Monique ritiene impossibile che Barbara abbia ucciso Rex dal momento che il video sul cellulare del matrimonio da lei girato è la conferma che non si era allontanata dalla cerimonia, ma Parker ha scoperto l'inganno: Barbara aveva azionato la videocamera del suo cellulare, scambiandolo con quello di un altro invitato che a sua volta voleva usare il proprio cellulare per girare un suo video del matrimonio, l'uomo non si era accorto di niente perché i due cellulari erano identici, Barbara poi si è allontanata e raggiungendo Rex lo ha accoltellato, poi è tornata alla cerimonia e ha scambiato nuovamente i due cellulari, il video che tutti hanno visto era stato girato dall'uomo a cui Barbara aveva affidato il proprio cellulare in modo che tutti pensassero che era stata la stessa Barbara a girarlo e assicurarsi un alibi, ma la prova che dimostra la sua colpevolezza è il fatto che nel cellulare dell'uomo non c'è alcun video del matrimonio benché lui credesse di averlo fatto.
Sammy arresta Barbara, lei e Odette si abbracciano. Sammy porge le sue scuse a Odette e Monique per quello che fece in passato, ha deciso di andare in pensione anche perché non ha mai amato veramente il suo lavoro, infatti ora vuole solo viaggiare. Parker e la sua squadra tornano a Saint Marie, inoltre Sophie ha deciso di far visita al suo ex, lei e Parker questa volta vogliono fare un tentativo per far funzionare la loro relazione.

## La casa dei miracoli
- Titolo originale: On the Sanctity of Children'
- Diretto da: Leon Lopez
- Scritto da: Tom Nash

### Trama
Patterson, Catherine, Naomi, Marlon e Darlene presenziano alla festa a casa del miliardario Vincent Petit, il quale si è arricchito nell'edilizia, l'evento serve per raccogliere fondi per l'orfanotrofio di Saint Marie, in cui anche Vincent ha vissuto dal momento che perse i genitori da adolescente. Alla festa ci sono la dottoressa Claire Molyneaux, la direttrice dell'orfanotrofio Marianne Laforge e Roy Hamilton, pure lui in gioventù viveva all'orfanotrofio e adesso vi lavora come custode. Claire trova Vincent morto nel suo studio con Marianne che impugna un coltello insanguinato, quest'ultima fugge, ma Marlon e Darlene la inseguono, arrestandola.
Parker interroga Marianne la quale afferma di aver ucciso Vincent per autodifesa, lui era arrabbiato e aveva tentato di aggredirla. Parker sa che sta mentendo perché la ferita da lacerazione che ha causato la morte di Vincent non coincide con quella del coltello impugnato da Marianne benché la lama sia sporca del sangue della vittima, nell'impugnatura ci sono solo le impronte digitali di Marianne. Quest'ultima ammette che sta cercando di coprire una ragazzina dell'orfanotrofio, Josephine, anche lei era alla festa, Marianne l'aveva vista accoltellare Vincent, quindi essendo Josephine minorenne voleva proteggerla, avendo pulito dall'impugnatura le impronte digitali della ragazza.
Claire spiega a Parker che il padre di Josephine è morto lavorando in un cantiere edile di proprietà di Vincent per via di un'impalcatura difettosa, Vincent non aveva rispettato tutte norme di sicurezza, Josephine ammette che con il coltello aveva tentato di pugnalarlo, dall'angolazione in cui Marianne aveva visto l'accaduto sembrava che Josephine lo avesse pugnalato ma in realtà Vincent aveva afferrato la lama a mani nude, ferendosi tuttavia le mani, questo spiega il sangue sul coltello. Roy confessa alla polizia che Vincent da giovane frequentava segretamente una ragazza, anche Claire infatti racconta che Vincent ebbe una delusione amorosa che lo segnò psicologicamente, tanto da aver sempre cercato conforto tra le pillole e gli alcolici.
Patterson accoglie a Saint Marie la figlia Andrina che non aveva mai conosciuto. Lei cerca di allacciare un dialogo con suo padre ma Patterson non sembra molto coinvolto, tanto che Andrina sembra perdere interesse nei suoi confronti, facendogli notare che da quando ha scoperto di essere padre non ha nemmeno cercato di incontrarla, avendo preso lei l'iniziativa venendo a Saint Marie. Parker si prepara ad accogliere Sophie ma stranamente ha perso il proprio cellulare. Marlon finalmente tiene l'esame da sergente rispondendo alle domande del test in poco tempo in presenza di Patterson.
Una bambina, durante la sua festa di compleanno, trova un coltello insanguinato nel giardino di casa sua, la polizia requisisce il coltello, si tratta dell'arma che ha ucciso Vincent, tuttavia non capiscono cosa ci facesse lì, così lontano dalla scena del crimine. Dato che Claire aveva preso Vincent come proprio paziente, Parker ascolta la registrazione di una loro seduta dove Vincent parlava della spiaggia di Lausanne Bay, effettivamente Parker mentre ispezionò la casa della vittima ricorda che vide una foto della spiaggia incorniciata. Parker guarda la foto e dentro la cornice trova una lettera e ora ha capito chi ha uccisi la vittima.
La polizia arresta Marianne, lei e Vincent avevano avuto una relazione benché lui fosse solo un minorenne, quando Marianne lo aveva accolto in orfanotrofio; era a Lausanne Bay che si vedevano per i loro incontri amorosi, ma Marianne lo lasciò con quella lettera che Vincent aveva conservato nella cornice della foto. Vincent voleva rivelare a tutti della loro storia, e Marianne lo ha ucciso per salvare la propria reputazione. Quest'ultima aveva mentito, sapeva che Josephine non era riuscita ad accoltellarlo, subito dopo Marianne ha afferrato un altro coltello e ha ferito Vincent uccidendolo, poi ha nascosto nella propria giacca l'arma del delitto e ha raccolto il coltello con cui Josephine aveva aggredito Vincent. Prima che Marlon e Darlene la catturassero lei ha nascosto il coltello che aveva usato per uccidere Vincent in un'auto lì vicino, la proprietaria è la zia della bambina che ha ritrovato l'arma, quando era andata a trovare la nipote per il compleanno il coltello è caduto dall'auto nel giardino. Il piano di Marianna era quello di addossarsi la colpa dando per scontato che poi l'avrebbero assolta una volta creduto che voleva solo coprire Josephine.
Patterson guarda le foto di Andrina quando lei era piccola sbloccando i propri sentimenti, riesce poi a farsi perdonare quando si scusa con Andrina per aver mostrato poco interesse nei riguardi della figlia. Marlon purtroppo riceve l'esito dell'esame, non è riuscito a superarlo. Parker ritrova il proprio cellulare nello zaino anche se trova strano che fosse lì dato che vi aveva già controllato. Parker va al porto e accoglie con gioia Sophie, i due vanno nel bungalow ma lo trovano tutto sottosopra, qualcuno vi ha fatto irruzione.

## Un omicidio annunciato
- Titolo originale: A Murder Forewarned — Part 1
- Diretto da: Angela de Chastelai Smith
- Scritto da: Patrick Homes

### Trama
Parker alla stazione di polizia riceve una lettera anonima con scritto "Oggi verrà commesso un omicidio". Poco dopo dei turisti trovano il cadavere di un uomo che galleggiava nell'acqua del mare, la vittima si chiama Jake Dalton, è stato colpito alla testa violentemente. I primi sospetti ricadono sulla vedova Rose, la quale lavora come donna delle pulizie, ma ha un alibi dato che stava svolgendo i suoi servizi a casa di David Cartwright nel momento in cui è stata accertata l'ora della morte, tuttavia Parker nella casa di Rose sente odore di candeggina.
La polizia trova tracce di sangue su un fermacarte appartenente alla vittima e sulla sua barca, quindi viene ipotizzato che il fermacarte sia l'arma del delitto e che l'assassino abbia caricato il corpo di Jake sulla barca gettandolo poi a largo. Cartwright spiega a Parker che, benché Rose fosse venuta a casa sua per lavorare, lui era rimasto chiuso nel suo studio per una video conferenza, quindi non può avere la certezza che Rose sia rimasta lì per tutto il tempo. Cartwright dà a Parker il suo numero di telefono nel caso gli serva qualche altra informazione, lo scrive su un foglio di carta, molto simile a quello dove aveva ricevuto il messaggio che preannunciava l'omicidio.
A Marlon viene un'idea: nella spiaggia vicina al ritrovamento del cadavere sono state posizionate delle videocamere che hanno lo scopo di monitorare la nidificazione delle uova di tartaruga, quindi potrebbero aver ripreso qualcosa inerente all'omicidio. Dalle videocamere emerge che a gettare il corpo in mare è stato Henry, l'uomo con cui Rose tradiva il marito, quest'ultima gli aveva lasciato un messaggio sul cellulare per dirgli che aveva deciso di lasciare Jake, a quel punto Henry è andato a casa di Rose per vedere se le serviva aiuto, ma giura di non aver ucciso Jake, era già morto quando era arrivato, credeva che fosse stata Rose a ucciderlo, è per questo che dopo aver usato la candeggina per levare le tracce di sangue ha poi caricato il corpo sulla barca in modo da buttarlo in mare.
Parker fa delle ricerche su Cartwright scoprendo che è un criminologo, era stimato nell'ambiente quando viveva nel Regno Unito, aiutò la polizia a risolvere vari casi di alto profilo, ha persino scritto un libro intitolato Omicidio nella mente. Parker contatta una vecchia collega di Cartwright e lei gli rivela che quest'ultimo studiando il profilo psicologico di un assassino seriale arrestato dalla polizia, divenne ossessionato dalla natura omicida a un livello maniacale, i suoi colleghi erano preoccupati per lui tanto che lo forzarono a rinunciare alla sua carriera. Parker ha capito che è stato Cartwright a uccidere Jake, non ha un movente, lo ha fatto solo per arroganza, addirittura ha lasciato degli indizi in modo che i sospetti di Parker vergessero su di lui considerando che Cartwright comunque dà per scontato che l'ispettore non troverà la prova incriminante della sua colpevolezza.
Marlon si scusa con Patterson, perché quest'ultimo lo aveva avvertito sul fatto che non era pronto per superare l'esame da sergente. Anche se Patterson accetta le sue scuse non nega però che è deluso, perché Marlon ha mostrato la medesima arroganza che in passato lo distingueva quando era ancora un delinquente. Intanto Parker guarda il video della conferenza che Cartwright ha tenuto quando era stato commesso l'omicidio, che dunque gli garantisce un alibi, ma proprio tramite esso capisce come ha fatto a uccidere Jake.
Parker convoca Cartwright a casa di Jake, spiegandogli che ha capito quello che è accaduto. Mentre Rose faceva le pulizie Cartwright era chiuso nel suo studio, ma è uscito di casa senza farsi vedere e ha portato con sé il quadro appeso alla parete del proprio studio, poi è entrato in casa di Jake e lo ha ucciso con il fermacarte. Dopo aver commesso l'omicidio ha appeso il quadro nella stanza dove aveva ucciso Jake, e lì ha tenuto la sua video conferenza in modo che vedendo il quadro sullo sfondo tutti pensassero che Cartwright fosse ancora nel suo studio creandosi in questo modo un alibi. Finita la video conferenza è tornato a casa sua con il quadro senza farsi vedere da Rose e lo ha riappeso alla parete del suo studio. Parker è convinto che quando la scientifica troverà delle tracce del DNA di Cartwright nella casa di Rose e Jake potranno incriminarlo, ma Cartwright gli spiega che recentemente era venuto a far visita a Rose nella sua abitazione per consegnarle le chiavi di casa sua, di conseguenza ciò giustificherebbe comunque la presenza del suo DNA nella casa di Jake e Rose, quindi Parker si rassegna dal momento che non ha una prova concreta da usare contro di lui.
Cartwright va in un hotel dove si festeggia la ristampa del suo libro. Mentre Parker è nel bungalow con Sophie riceve una copia del libro di Cartwright con una dedica "Al mio fan numero uno!" a quel punto Parker, non tollerando una tale provocazione, va nell'hotel ad affrontarlo. Sophie va da Catherine spiegandole che è preoccupata per Parker, poi vanno entrambe alla stazione di polizia dove vedono Patterson avanzare contro Parker l'accusa dell'omicidio di Cartwright con Marlon che lo scorta in cella.

## Una cruda verità
- Titolo originale: Sins of the Detective — Part 2
- Diretto da: Angela de Chastelai Smith
- Scritto da: James Hall

### Trama
L'ispettrice Karen Flitcroft giunge a Saint Marie per indagare sulla morte di Cartwright, è stato ucciso per accoltellamento, Parker è il solo sospettato, una videocamera esterna che punta sulla porta d'ingresso principale vede Parker entrare nell'alloggio di Cartwright, era stato quest'ultimo ad aprirgli, Parker è uscito dall'alloggio venti minuti dopo, egli giura di aver solo litigato con la vittima e di non averlo ucciso. Purtroppo però la videocamera conferma che prima del ritrovamento del cadavere di Cartwright, soltanto Parker è entrato e uscito dalla porta principale, c'è anche una porta sul retro ma è impossibile che qualcuno sia entrato da lì dal momento che era chiusa a chiave, tra l'altro Marlon ha trovato la chiave della porta sul retro proprio all'interno dell'alloggio.
Anche se questo contravviene al regolamento, Catherine convince Patterson a dare a Sophie il permesso di entrare nella cella di Parker per dargli un po' di conforto, quest'ultimo è disperato, sentendo di non avere nessun controllo su quello che gli sta capitando. Sia gli amici che i colleghi di Parker credono nella sua innocenza, Naomi su richiesta di Flitcroft affida a una squadra di sommozzatori di Guadalupa il compito di cercare il coltello, dal momento che il tragitto tra il bungalow di Parker e l'hotel dove alloggiava Cartwright percorre una strada lungo la costa, ipotizzando che Parker abbia gettato l'arma in mare. Infatti i sommozzatori trovano un coltello, la lama coincide con la ferita che ha ucciso la vittima, il coltello è di Parker e infatti sul manico ci sono le sue impronte digitali.
La polizia esamina il bungalow e trovano le impronte digitali di Justin, lo interrogano, ormai non se la passa più molto bene dopo l'arresto della moglie, non nega che era arrabbiato con Parker dato che è stato lui ad arrestarla, era entrato nel suo bungalow per rubargli dei soldi mettendolo a soqquadro, ma giura di non aver ucciso Cartwright, infatti ha un alibi. Flitcroft informa i colleghi di Parker che gli affari interni stanno costruendo un caso su Andrew e che quest'ultimo è fuggito a Saint Marie, l'indagine è partita da un caso di omicidio di uno spacciatore di droga, Parker arrestò l'assassina, Grace Wanslow, era lei che gli riforniva la droga, lui aveva cercato di aggredirla perché era arrabbiato dal momento che Grace si era fatta rubare la droga da uno spacciatore rivale e lei lo uccise per autodifesa, il giudice la condannò a 25 anni di prigione.
Andrew tenta di fuggire ma Marlon lo cattura arrestandolo per l'accusa di corruzione, infatti Andrew confessa a Parker che prendeva tangenti dallo spacciatore ucciso da Grace in cambio di informazioni sulla polizia, purtroppo Andrew in seguito al proprio divorzio aveva accumulato molti debiti. Andrew era venuto a Saint Marie perché voleva raccontare a Parker tutta la verità, ma non ha trovato il coraggio di farlo, Parker aveva smarrito temporaneamente il proprio cellulare perché era stato Andrew a prenderglielo, il tempo necessario per clonarlo e intercettare le telefonate della polizia in modo che non si mettessero in contatto con Parker sapendo che avrebbero chiesto la sua collaborazione per incriminare Andrew. Quest'ultimo però si dichiara innocente riguardo all'omicidio di Cartwright, ha pure un alibi per l'ora del delitto. Flitcroft non ha altra scelta che formalizzare il capo d'accusa contro Parker che viene mandato in prigione.
Patterson ha il sentore che il caso di Grace è in qualche modo correlato alla morte di Cartwright, scoprendo che la ragazza è morta un anno dopo il suo arresto, si è suicidata, la sua unica parente era la sorella. Quando Parker viene portato in prigione il secondino in un primo momento non riesce ad aprire la serratura della sua cella dato che sbadatamente ha usato la chiave sbagliata, quel gesto permette a Parker di intuire chi è stato a uccidere Cartwright. Successivamente Patterson raggiunge Parker in prigione, quest'ultimo ha capito che l'assassina è Sophie e in effetti Patterson gli spiega che lo aveva capito anche lui.
Mentre Sophie è nel bungalow, pronta a lasciare Saint Marie con aria compiaciuta, improvvisamente si presenta Parker il quale la smaschera: il suo vero nome è Rebecca Wanslow, la sorella maggiore di Grace, i colleghi di Parker avevano trovato una foto delle due sorelle in un profilo social. Sophie imputa a Parker la colpa del suicidio di Grace dato che lui l'aveva arrestata, è venuta a Saint Marie al solo scopo di rovinarlo, il loro primo incontro all'aeroporto non è stato accidentale, Sophie ha volutamente scambiato le loro valigie per far sì che il loro incontro sembrasse casuale. Vedendo l'astio che Parker provava per Cartwright decise di ucciderlo in modo da addossargli la colpa e mandarlo in prigione. Si era presentata all'hotel dove alloggiava Cartwright fingendosi una sua ammiratrice, facendogli scrivere una dedica sulla copia del libro scritto da lui, poi ha consegnato il libro a Parker per fargli credere che a mandarglielo era stato Cartwright come gesto provocatorio, quando Parker è andato all'hotel Sophie lo ha seguito rubando uno dei coltelli di Parker, e quando quest'ultimo è uscito dall'alloggio di Cartwright, poco dopo Sophie ha bussato alla porta sul retro, Cartwright gentilmente le ha aperto la porta e lei lo ha accoltellato. Sophie è scappata dalla porta sul retro chiudendola a chiave dall'esterno, infine si è allontanata dall'hotel portando la chiave con sé, quella trovata da Marlon era solo una chiave molto simile che Sophie aveva lasciato all'interno dell'alloggio, la polizia ha portato la chiave alla stazione schedandola come prova, ma quando Sophie e Catherine sono andate alla stazione di polizia, Sophie senza farsi notare ha sostituito nuovamente le due chiavi.
Sophie ammette di odiare Parker ritenendolo responsabile della morte di Grace, gli confessa che la sorella non era una criminale, era Sophie che riforniva di droga quello spacciatore, era il solo modo per guadagnarsi da vivere, ma quel tragico giorno Sophie si era ammalata e Grace si offrì di consegnare lei la droga al suo posto. Quando Grace venne incriminata, Sophie per vigliaccheria non ebbe il coraggio di assumersi le sue colpe, preferendo proiettare la sua rabbia su Parker. Quest'ultimo viene prosciolto dall'accusa di omicidio mentre Sophie viene arrestata, Parker non può fare a meno si sentirsi amareggiato adesso che ha capito che l'amore che legava lui e Sophie era solo una messa in scena.

## La musica nel sangue
- Titolo originale: A Calypso Caramba
- Diretto da: Leon Lopez
- Scritto da: James Hall e Lisa McMullin

### Trama
Parker va a bere al Babette's Bar che prende il nome dalla proprietaria Babette Francois, lo gestisce insieme al marito Elijah, vi lavorano il barista Kenton e la cantante Romy. Kenton serve da bere del rum a Elijah il quale si ritira nel suo studio e successivamente Romy e Babette trovano Elijah morto. Arriva la polizia e Parker, che era lì presente, conferma che Kenton ha preso il bicchiere con cui ha versato il rum alla vittima direttamente dalla lavastoviglie, mentre la bottiglia di rum l'ha presa dalla credenza, era il rum preferito di Elijah, quella bottiglia era riservata solo a lui, quest'ultimo è morto per avvelenamento da oppiacei ma è impossibile che il veleno fosse nella bottiglia perché Kenton ha servito quel rum anche a un altro cliente, ovvero Clifford Brown, che però al contrario di Elijah non è morto.
Darlene spiega a Parker che in passato Babette era una grande cantante di calypso, ma poi ha rinunciato alla carriera, Clifford gestisce una sua rivista musicale, è sempre stato affezionato a Babette avendola seguita quando lei aveva mosso i suoi primi passi nel mondo musicale. Marlon scopre che la vittima assumeva un analgesico, infatti l'assassino lo ha usato per avvelenarlo aggiungendovi una dose letale nel bicchiere dove aveva bevuto, però Parker giura di non aver visto nessuno aggiungere l'oppiaceo nel bicchiere dopo che Kenton vi aveva versato il rum.
Catherine dà una bella notizia ai suoi amici: Camille è incinta, Parker educatamente le fa le sue congratulazioni, ma in realtà non sembra molto felice, dopo quello che è successo con Sophie è sempre depresso. Parker spiega a Patterson che vuole lasciare Saint Marie, si è lasciato abbindolare da una criminale e ora non ha più fiducia nel proprio istinto. Parker va a trovare Sophie in prigione, deve sapere se quello che c'è stato tra di loro è stato in parte reale o tutta una finzione. Dal suo atteggiamento è evidente che Sophie non è più arrabbiata con lui, ammette di non averlo mai amato però gli confessa che quando era al suo fianco le piaceva illudersi di poter essere una donna diversa da quella che era sempre stata, infine gli dice addio.
Naomi controlla il computer della vittima e trova uno scambio di e-mail tra Elijah e una ragazza che è rimasta anonima, lei affermava di essere sua figlia. Babette ammette che lei e il marito avevano avuto una bambina, ma Elijah costrinse la moglie a darla in adozione ritenendo che la maternità avrebbe intralciato la sua carriera. Naomi grazie al provider della posta elettronica scopre che la figlia di Elijah e Babette è Romy, lei è venuta a Saint Marie per conoscere i suoi genitori. Tuttavia Kenton rivela alla polizia di essere il vero padre di Romy, infatti Babette tradì Elijah con lui, effettivamente all'insaputa della moglie Elijah non poteva avere figli, quando Babette rimase incinta capì che lo aveva tradito, è per questo che la costrinse a rinunciare alla figlia, Kenton ignorava di aver avuto una figlia da Babette, lo scoprì dopo aver visto le e-mail nel computer di Elijah litigando con lui.
Parker torna al Babette's Bar per studiare la scena del crimine, capendo di aver sbagliato a concentrare la sua attenzione solo sul bicchiere avvelenato, adesso ha capito chi è l'assassino. Parker fa convocare Romy, Babette, Kenton e Clifford spiegando ai presenti che ha scoperto l'identità del colpevole: è stato Clifford a uccidere Elijah. Ha comprato una bottiglia di rum della stessa marca che la vittima era solito bere aggiungendovi l'analgesico che aveva rubato a Elijah, poi ha nascosto la bottiglia di rum di Elijah sostituendola con quella che aveva comprato mettendola nella credenza, non ha dovuto fare altro che aspettare che Kenton servisse ad Elijah il rum avvelenato. Parker ricorda che quando Elijah aveva bevuto dal bicchiere Clifford aveva ordinato delle acras e un bicchiere di acqua, infatti nell'acqua aveva versato una grande quantità di sale e poi l'ha bevuta in modo che fungesse da emetico e indurre il vomito, infatti Clifford si è fatto servire il rum avvelenato per far credere a tutti che il veleno fosse stato messo solo nel bicchiere da dove Elijah aveva bevuto e non nella bottiglia, Clifford ha espulso il veleno con il vomito. Poi quando Romy e Babette hanno trovato Elijah morto nel suo studio, l'attenzione di tutti era rivolta al cadavere, nessuno si era accorto che Clifford avesse rimesso la bottiglia di rum che lui aveva nascosto nella credenza mentre quella avvelenata l'ha occultata con l'etichetta di un'altra marca sovrapponendola sull'etichetta originale.
La polizia trova nella spazzatura del bar la bottiglia avvelenata con l'etichetta falsa che copriva quella vera, inoltre a incriminare Clifford sarà il file sul suo computer con cui ha stampato l'etichetta falsa. Clifford viene arrestato, non rimpiange quello che ha fatto, aveva sentito Elijah e Kenton litigare per Romy capendo quindi che Babette (a cui Clifford ha sempre voluto bene) non avrebbe mai potuto allacciare un rapporto con la figlia finché Elijah si fosse impegnato ad allontanarle. Babette finalmente conosce la figlia, inoltre ritorna a cantare per i clienti del bar con Romy ad accompagnarla con la chitarra. Parker cambia idea e decide di rimanere a Saint Marie e questa volta si congratula sinceramente con Catherine per la gravidanza di Camille.